# Capergnanica
Capergnanica là một đô thị ở tỉnh Cremona, vùng Lombardia của Italia, có vị trí cách khoảng 40 km về phía đông nam của Milan và khoảng 35 km về phía tây bắc của Cremona. Tại thời điểm ngày 31 tháng 12 năm 2004, đô thị này có dân số 1.801 người và diện tích là 6,8 km².
Đô thị Capergnanica có các frazione (các đơn vị trực thuộc) Passarera.
Capergnanica giáp các đô thị: Casaletto Ceredano, Chieve, Credera Rubbiano, Crema, Ripalta Cremasca.